# 尼雍姑娘

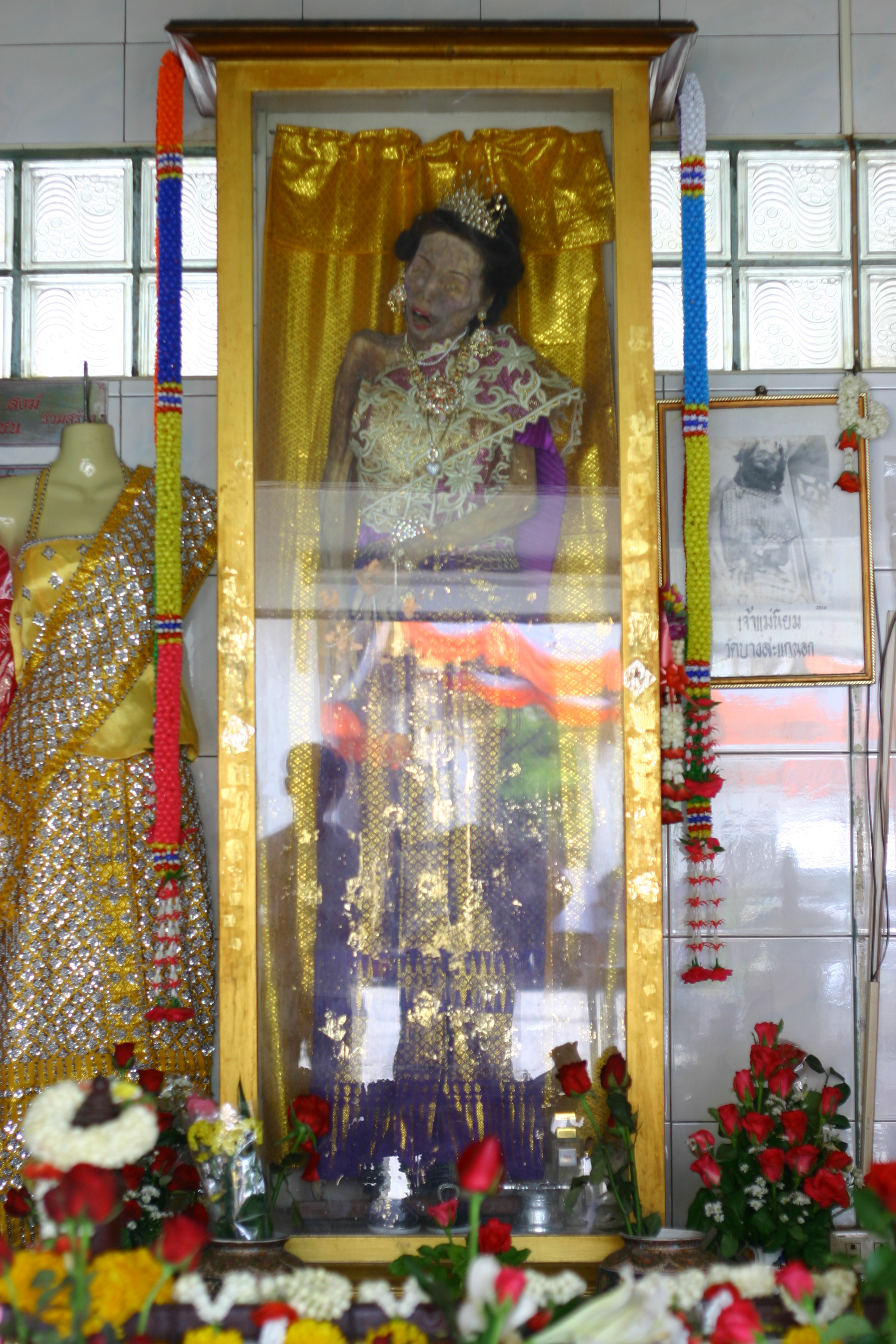
尼雍姑娘的木乃伊

尼雍姑娘（直译：「受人崇敬的女神」），是泰国的一具女性木乃伊，供奉在曼谷吞武里縣邦沙开农寺的姑娘神庙中。

## 传说
在吞武里县的孟族寺院拉差克里寺附近住着一位名叫尼雍·齐瓦苏万（1925年—1942年）的女子，生前热爱舞蹈；约1942年，当时泰国霍乱疫情流行，死时年仅17岁。由于她所住的拉差克里寺没有墓地，因此尼雍姑娘的父亲将遗体运到邦沙开农寺的墓地埋葬，当时还有约70-80具死去的村民。1955年，邦沙开农寺举行墓地清洁仪式，但当时尼雍姑娘的父亲尚未准备参加葬礼，将尼雍姑娘的遗体留给寺庙。
1960年，邦沙开农寺再次举行一次墓地清洁仪式，当尼雍姑娘的遗体被挖出时，发现她并无腐烂，寺庙住持认为尼雍姑娘生前已修成福报。因没有亲属认领，于是寺庙为她建造了姑娘神庙（13°42′57″N 100°28′35″E / 13.7157582°N 100.476403°E）；自建成之后引来不少香客参拜，大多是为求生意和中彩票。有传言称，尼雍姑娘会托梦向当地村民告诉他们开奖号码，结果有村民买彩票中奖。
另外在泰国民间也曾流传着一则恐怖故事：在某日深夜，会看到一个身穿泰装的女子在寺庙周围走动，就会发生不好的事情。